# 卡季謝
50°47′27″N 25°51′32″E / 50.79083°N 25.85889°E
卡季謝（烏克蘭語：Кадище），是烏克蘭的村落，位於該國西部沃倫州，由盧茨克區負責管轄，始建於1890年，面積1.01平方公里，海拔高度208米，2001年人口465，人口密度每平方公里460.4人。